# Alan Franco (labdarúgó, 1998)
Alan Steven Franco Palma (Alfredo Baquerizo Moreno, 1998. augusztus 21. –) ecuadori válogatott labdarúgó, a brazil Mineiro középpályása.

## Pályafutása

### Klubcsapatokban
Franco az ecuadori Alfredo Baquerizo Moreno városában született. Az ifjúsági pályafutását a Venecia és a Norte América csapatában kezdte, majd az Independiente del Valle akadémiájánál folytatta.
2018-ban mutatkozott be az Independiente del Valle felnőtt keretében. 2020-ban a brazil első osztályban szereplő Mineiro szerződtette. Először a 2020. július 26-ai, América-MG ellen 1–1-es döntetlennel zárult mérkőzés 57. percében, Hyoran cseréjeként lépett pályára. Első góljait 2020. szeptember 4-én, a São Paulo ellen hazai pályán 3–0-ra megnyert találkozón szerezte meg. A 2022-es szezon első felében az észak-amerikai első osztályban érdekelt Charlotte, míg a 2022–23-as szezonban az argentin Talleres csapatát erősítette kölcsönben.

### A válogatottban
Franco az U17-es korosztályú válogatottban is képviselte Ecuadort.
2018-ban mutatkozott be a felnőtt válogatottban. Először a 2018. szeptember 12-ei, Guatemala 2–0-ra megnyert mérkőzésen lépett pályára. Első válogatott gólját 2019. november 14-én, Trinidad és Tobago ellen 3–0-ás győzelemmel zárult barátságos mérkőzésen szerezte meg.

## Statisztikák
2023. június 11. szerint
| Klub                    | Szezon   | Osztály          | Bajnokság | Bajnokság | Kupa  | Kupa | Nemzetközi | Nemzetközi | Összesen | Összesen |
| Klub                    | Szezon   | Osztály          | Meccs     | Gól       | Meccs | Gól  | Meccs      | Gól        | Meccs    | Gól      |
| ----------------------- | -------- | ---------------- | --------- | --------- | ----- | ---- | ---------- | ---------- | -------- | -------- |
| Independiente del Valle | 2016     | Serie A          | 1         | 0         | 0     | 0    | —          | —          | 1        | 0        |
| Independiente del Valle | 2017     | Serie A          | 1         | 0         | 0     | 0    | —          | —          | 1        | 0        |
| Independiente del Valle | 2018     | Serie A          | 33        | 3         | 0     | 0    | —          | —          | 33       | 3        |
| Independiente del Valle | 2019     | Serie A          | 26        | 0         | 0     | 0    | 11         | 2          | 37       | 2        |
| Independiente del Valle | 2020     | Serie A          | 0         | 0         | 0     | 0    | 2          | 0          | 2        | 0        |
| Independiente del Valle | Összesen | Összesen         | 61        | 3         | 0     | 0    | 13         | 2          | 74       | 5        |
| Mineiro                 | 2020     | Série A          | 33        | 3         | 0     | 0    | —          | —          | 33       | 3        |
| Mineiro                 | 2021     | Série A          | 10        | 0         | 1     | 0    | 4          | 0          | 15       | 0        |
| Mineiro                 | Összesen | Összesen         | 43        | 3         | 1     | 0    | 4          | 0          | 48       | 3        |
| Charlotte (kölcsönben)  | 2022     | MLS              | 10        | 0         | 1     | 0    | —          | —          | 11       | 0        |
| Talleres (kölcsönben)   | 2022     | Liga Profesional | 15        | 0         | 3     | 0    | 4          | 1          | 22       | 1        |
| Talleres (kölcsönben)   | 2023     | Liga Profesional | 18        | 0         | 0     | 0    | —          | —          | 18       | 0        |
| Talleres (kölcsönben)   | Összesen | Összesen         | 33        | 0         | 3     | 0    | 4          | 1          | 40       | 1        |
| Összesen                | Összesen | Összesen         | 147       | 6         | 5     | 0    | 21         | 3          | 173      | 9        |

### A válogatottban
| Válogatott | Év       | Pályára lépés | Gól |
| ---------- | -------- | ------------- | --- |
| Ecuador    | 2018     | 3             | 0   |
| Ecuador    | 2019     | 2             | 1   |
| Ecuador    | 2020     | 3             | 0   |
| Ecuador    | 2021     | 9             | 0   |
| Ecuador    | 2022     | 9             | 0   |
| Ecuador    | 2023     | 2             | 0   |
| Összesen   | Összesen | 28            | 1   |

#### Góljai a válogatottban
| # | Időpont            | Helyszín                                       | Ellenfél           | Gólok | Eredmény | Kiírás              |
| - | ------------------ | ---------------------------------------------- | ------------------ | ----- | -------- | ------------------- |
| 1 | 2019. november 14. | Estadio Reales Tamarindos, Portoviejo, Ecuador | Trinidad és Tobago | 1–0   | 3–0      | Barátságos mérkőzés |

## Sikerei, díjai
Independiente del Valle
- Copa Sudamericana
  - Győztes (1): 2019

Mineiro
- Série A
  - Bajnok (1): 2021

- Copa do Brasil
  - Győztes (1): 2021

- Campeonato Mineiro
  - Győztes (2): 2020, 2021

Talleres
- Argentin Kupa
  - Döntős (1): 2022